# 1821 год в литературе

## Книги
- «Богатонов в деревне, или Сюрприз самому себе» — пьеса Михаила Загоскина.
- «Гавриилиада» — поэма Александра Пушкина.
- «Житейские воззрения кота Мурра» (Lebensansichten des Katers Murr) — сатирический роман немецкого писателя Э. Т. А. Гофмана.
- «Кавказский пленник» — поэма Александра Пушкина.
- «Поездка в Ревель» — произведение Александра Бестужева (Марлинского).
- Собрание стихотворений русской поэтессы Анны Буниной в 3 томах, изданное Академией наук.

## Родились
- 6 января — Степан Семёнович Дудышкин, русский журналист и литературный критик (умер в 1866).
- 23 января — Степан Тимофеевич Славутинский, русский писатель (умер в 1884).
- 22 февраля — Алексей Михайлович Жемчужников, русский поэт, сатирик и юморист (умер в 1908).
- 17 марта — Гюстав Шадейль, французский писатель (умер в 1893).
- 23 марта — Алексей Феофилактович Писемский, русский писатель (умер в 1881).
- 9 апреля — Шарль Бодлер (Charles Pierre Baudelaire), французский поэт (умер в 1867).
- 4 июня — Аполлон Николаевич Майков, русский поэт (умер в 1897).
- 9 августа — Генрих Ландесман, австрийский писатель, философ и поэт известный под псевдонимом Иероним Лорм (ум. 1902).
- 24 сентября — Циприан Камиль Норвид (Cyprian Kamil Norwid), польский поэт, драматург, прозаик, художник (умер в 1883).
- 25 сентября —  Этьен Трефеу, французский драматург, либреттист, автор песен (умер в 1903).
- 10 октября — Михаил Васильевич Авдеев, русский беллетрист и критик (умер в 1896).
- 31 октября — Карел Гавличек-Боровский (Karel Havlíček Borovský), чешский политический деятель, поэт и публицист, один из основоположников чешской журналистики, сатиры и литературной критики (умер в 1856).
- 11 ноября — Фёдор Михайлович Достоевский, русский писатель (умер в 1881).
- 7 декабря — Фридрих Шлегль, австрийский писатель, журналист, фельетонист  (умер в 1892).
- 10 декабря — Николай Алексеевич Некрасов, русский поэт (умер в 1877).
- 12 декабря — Гюстав Флобер (Gustave Flaubert, французский писатель (умер в 1880).
- 14 декабря — Николай Фёдорович Щербина, русский поэт (умер в 1869).

## Умерли
- 23 февраля — Джон Китс, английский поэт (родился в 1795).
- 24 июля — Иоганн Тимофей Гермес, немецкий писатель и поэт (родился в 1738).
- 29 октября — Михаил Васильевич Милонов, русский поэт (родился в 1792).